# ری جونگ شیک
ری جونگ شیک (انگلیسی: Ri Jong-sik؛ زادهٔ ۱۴ فوریهٔ ۲۰۰۰) تنیس‌باز اهل کره شمالی است.
وی در مسابقات کشوری و بین‌المللی در مجموع برندهٔ ۱ مدال نقره شده است.